# Reci mi Sandro
Reci mi Sandro je roman slovenskega pisatelja Janka Perata iz leta 1977. 

## Vsebina
Trije ljudje se poznopoletnega večera srečajo v Litostrojski koči na Soriški planini. Vsak od njih ima svojo žalostno preteklost, pred katero beži: ponovno upokojeni Aco, ki na poti v hribe pobere Vero, in lastnik koče Marko, ki je del njune preteklosti. Skupna točka v njihovi preteklosti je tudi gospa Astrid oz. Asta. 
Po posredovanju Astrid je Aco ostal brez službe, Vera pa je zaradi Astrid ostala brez družine. Na večerji opogumljeni z vinom pripovedujejo svoje nesrečne zgodbe. Aco oziroma Sandro je delal kot pilot, toda po nesrečnih naključjih nikoli ni napredoval, njegovo edino ljubezen pa so nemški vojaki ubili. Poročil se je z drugo, toda njun zakon ni temeljil na ljubezni, zato ga je zapustila in se poročila z njegovim bivšim sodelavcem. Njun sin je v iskanju smisla odpotoval v Indijo in Nepal. Sandro je bil direktor doma upokojencev, dokler ga ni izpodrinila Astrid. Uteho je našel v lovu. 
Marko se je v Vero zagledal pri partizanih. Ona se zanj ni zmenila in se je poročila z meščanom. Marko se je poročil z Olgo, toda Vere nikoli ni prebolel. Tudi njegov zakon ni temeljil na ljubezni, ko pa je Olga umrla, se je zatekel k pijači. Po naključju je v njegovo življenje spet vstopila Vera in obudila Markove želje po skupnem življenju, vendar ga Vera zavrača. Z Brankom je bila navidez srečno poročena, v resnici pa sta si bila tuja in neiskrena. Rodila se jima je hči, ki pa je po ločitvi staršev zaradi Brankove in Astridine malomarnosti umrla v avtomobilski nesreči. Vera se je v žalosti in jezi zatekla k delu in naravi.
V koči se med Vero in Sandrom splete strastna vez, vendar se na Verini strani ohladi, saj ni prepričana, da bi zaradi njune boleče preteklosti njuna zveza uspela.

## Kritika in literarna zgodovina
Janko Perat v svojih romanih večinoma povezuje človeka z naravo. Skuša se poglobiti v vzroke za človekovo odtujenost, obenem pa pisatelj črpa umetniški navdih iz spora med človekom in naravo. Velikokrat omenja srečanje ljubezni in smrti, strahu in poguma ter upanja in brezupa. V knjigah je velikokrat omenjena tudi vojna, zato je videti, kot, da je bil avtor v vojni tako prizadet, da si še vedno postavlja vprašanje, zakaj človek ubija. V romanu obravnava probleme, ki vsebujejo samotnost in kompleks krivde zaradi ubijanja, odtujenosti in bega pred ljudmi. (Perat 1980: 8–9)
Povest je okorno napisana, zgrajena vseskozi na presenetljivih naključjih, razpeta med moralističnimi obtožbami in iskanjem zasebnih rešitev. Ni ne boljša ne slabša od poprejšnih spisov svojega avtorja. (Inkret 1980: 352-353)